# Дженезис Пи-Орридж
Джене́зис Бре́йер Пи-О́рридж (англ. Genesis Breyer P-Orridge), при рождении Нил Э́ндрю Ме́гсон (англ. Neil Andrew Megson; 22 февраля 1950 — 14 марта 2020) — английский музыкант-экспериментатор, поэт, перформансист и оккультист. Участник множества музыкальных проектов, основатель групп Throbbing Gristle и Psychic TV, а также лейбла Industrial Records. Один из изобретателей музыкального стиля индастриал.

## Биография
Родился и рос в Манчестере. Окончив школу, в 1968 году поступил в Университет Халла, где обучался экономике, философии и различным социальным наукам. Именно в эти годы Нил Мегсон получил своё новое, более известное имя: после одной из студенческих вечеринок однокурсники Нила начинают звать его Дженезис (англ. genesis — «происхождение, возникновение, генезис, начало»). Позже он придумал себе и фамилию: Пи-Орридж (англ. porridge — «овсяная каша, овсянка»).
Уже в студенческие годы Пи-Орридж начал проявлять себя как бунтарь, борец против системы ценностей человека, социальных рамок. Фактически журнал «Worm» (с англ. — «червь»), который Пи-Орридж начал издавать в стенах университета, был посвящён именно его антисоциальным стремлениям. После четвёртого номера журнал был запрещён.
В 1969 году Пи-Орридж в рамках сотрудничества с перформанс-группой «Transmedia Exploration» принял участие в образовании коммуны, целью которой было избавить её участников от каких-либо условностей, которые обычно навязываются обществом. Эта концепция делала упор на том, чтобы внести в жизнь элементы случайности, никогда не заниматься одним делом, не использовать одни и те же способы решения задач. Членом коммуны был и Дерек Джармен, который позже стал известным режиссёром.
В том же году Пи-Орридж и его подруга Кози Фанни Тутти образовали перформанс-группу COUM Transmission. Группа с самого начала была ориентирована на провокационные, радикальные действия с обильным привлечением насилия, секса и оккультных обрядов. Их перформансы имели вид галерей и уличных представлений. Несмотря на возмущение блюстителей нравственного порядка, C.O.U.M. Transmission существовала довольно долго. В 1973 Пи-Орридж и Кози Фанни Тутти перебрались в Лондон. В 1974 музыкантом Крисом Картером была написана музыка для представления «Throbbing Gristle» (с англ. — «пульсирующий хрящ», игра слов, которая обозначает эрекцию). После этого Пи-Орридж принял Картера в C.O.U.M. Transmission. Картер оставался в группе вплоть до её распада в 1976. В 1975 к группе присоединился Питер Кристоферсон. Стоит сказать, что C.O.U.M. Transmission были довольно популярны: их шоу в Амстердаме посетило более двух тысяч человек, в 1975 году они представляли Англию на ежегодном Парижском биеннале. Также группа получала стипендии и гранты от нескольких престижных учебных заведений, в том числе и от Совета Культуры Великобритании (Art Council Of Great Britain). В 1976 в Лондонском центре современного искусства состоялся самый известный и самый скандальный перформанс группы — «Prostitution», на котором Кози Фанни Тутти представляла себя, как женщину, артиста, модель и проститутку.
Увлекавшемуся творчеством бит-поколения Пи-Орриджу удалось в 1973 встретиться с одним из известнейших представителей этого движения: Уильямом Берроузом. Позже Дженезис будет курировать фестивали Берроуза, прошедшие в Лондоне в октябре 1982 года. Также Пи-Орридж принял участие в издании Nothing Here Now but the Recordings — альбома, содержащего ранние тексты Берроуза, который вышел на Industrial Records в 1980. Творчество Берроуза оказало значительное влияние на Пи-Орриджа: под впечатлением от техники «cut-up» (при использовании этой техники написанные слова вырезались из страниц и, будучи перемешанными в случайном порядке, образовывали отрывки, готовые для помещения в прозу) Берроуза Пи-Орридж начал использовать этот метод в музыке. Применение этого стиля достигло апогея в серии альбомов Psychic TV «Electric Newspaper. Issue 1, 2, 3».
В 1976 по инициативе Пи-Орриджа C.O.U.M. Transmission переформировалась в музыкальный коллектив Throbbing Gristle, в рамках которого артисты смогли продолжить свои эксперименты, облекая их теперь в основном в музыкальную форму. Состав остался тем же: Дженезис Пи-Орридж — вокал, бас-гитара, тексты; Крис Картер — клавишные; Питер Кристоферсон — электроника, программирование; Кози Фанни Тутти — гитара.
С появлением Throbbing Gristle начало развиваться явление под названием «индустриальная музыка». Пи-Орридж заявил о том, что наступила индустриальная эпоха, и этим фактически сделал себя идеологом индустриальной культуры. Также он открыл лейбл звукозаписи Industrial Records, занимавшийся не только изданием Throbbing Gristle и других индустриальных групп, но и выставками художника-перфомансиста Монте Казацца и Берроуза.
С 1975 по 1981 Throbbing Gristle выпустили двенадцать альбомов. В 1981 Пи-Орридж распустил группу. . В 2007 вышел реюнион-альбом Throbbing Gristle Part Two: The Endless Not.
Дженезис обратился к своему новому проекту под названием Psychic TV в 1981. Из участников Throbbing Gristle в нём принял участие только Питер Кристоферсон. Psychic TV стала самой значительной группой Пи-Орриджа. Именно в ней он начал активно использовать телевидение как огромную силу, управляющую современным обществом: однажды Дженезис заявил о том, что в его доме телевизор включен всегда. Объём материала, созданного Пи-Орриджем для Psychic TV, огромен: за период с 1982 по 1995 было издано более 40 студийных альбомов и более 20 концертных. Psychic TV внесены в Книгу Рекордов Гиннесса за 23 альбома, выпускавшихся ежемесячно, начиная с 1985.
Psychic TV была основана для продвижения Пи-Орриджем своей религиозной организации «Храм душевной молодости». По утверждению Михаила Вербицкого, учение Thee Temple Ov Psychick Youth состояло в синтезе новаторской символики, основанной на работах Кроули, О. О. Спэра, Берроуза, Р. А. Уилсона, обрядности и разработанных в Throbbing Gristle метафизических и политических идей и психосексуальных приемов.
За 10 лет существования Thee Temple Ov Psychick Youth разросся по всему миру и насчитывал более 10000 участников. Однако у Храма начались проблемы с британским правительством, которое было убеждено в сектантском характере его организации. Из-за этого Пи-Орридж был вынужден переехать в Калифорнию (США).
В 1992 году Дженезис познакомился с доктором Тимоти Лири, известным пропагандистом ЛСД-культуры, с которым работал над серией выступлений под названием «Как оперировать вашим мозгом», сопровождаемых видеоинсталляциями, саундтреками и речами.
С 1990 по 1997 год Пи-Орридж занимался совместными проектами с такими коллективами как Master Musicians of Jajouka, Bachir Attar и индустриальной супергруппой Pigface. Его приглашали спеть при записи своих альбомов такие группы как Download (проект члена Skinny Puppy Кевина Ки), Merzbow, Column One и Hawkwind.
Psychic TV прекратила свою деятельность в 1998 году. Совместно с Брайаном Даллом и Ларри Трэшером Дженезис Пи-Орридж организовал новую команду — Thee Majesty, которая выступает и по сей день. Этот коллектив представляет собой музыкально-разговорный проект с использованием сделанных вручную музыкальных инструментов.
Большим событием для поклонников Дженезиса стал перформанс «Time’s Up!», прошедший в лондонском Royal Festival Hall в 1999 году. В фестивале приняли участие обновленный состав Psychic TV (PTV3, как его называет сам Пи-Орридж), Thee Majesty, Billy Childish and Thee Headcoats, Scanner, Master Musicians of Jajouka и другие. Концерт был выпущен на DVD, конферанс был выполнен актёром Квентином Криспом.
В январе 2003 Soft Skull/Shortwave Press издали монографию Painful but Fabulous, the Lives and Art of Genesis P-Orridge.
В 2003 году Дженезис сменил своё имя на Дженезис Браер Пи-Орридж в честь своей жены, Леди Джей Браер Пи-Орридж. В том же году пара начала серию выступлений «Breaking Sex», посвящённую воссоединению мужского и женского начал и сведению их к совершенному гермафродитному, то есть однополому, состоянию. В связи с этим Дженезис и его подруга внедрили себе грудные имплантаты. В 2007 году Джей умерла от проблем с сердцем, развившихся на фоне онкологического заболевания.
Последним проектом, в котором участвовал Пи-Орридж, был альбом Throbbing Gristle Part Two: The Endless Not, вышедший в 2007 году.
За свою карьеру Дженезис Пи-Орридж, помимо своих собственных коллективов, работал с рядом групп и музыкантов; в них, помимо бывших участников Throbbing Gristle, входят Марк Алмонд, Джон Бэланс из Coil, Роуз Макдауэлл и Дуглас Пи из Death in June, Дэвид Тибет из Current 93, Алекс Фергюссон, Бахир Аттар и многие другие.

## Смерть
Последние два года жизни Дженезиса Пи-Орриджа были омрачены борьбой с лейкозом. Он скончался утром 14 марта 2020 года. Последний пост артиста в Инстаграм сопровождался словами «Это я сегодня, жду возвращения домой».

## Дискография
Альбомы в составе Throbbing Gristle:
- 1975 — Giftgas
- 1975 — Very Friendly, The 1st Annual Report
- 1976 — Best Of Throbbing Gristle, Volume II
- 1977 — The 2nd Annual Report
- 1978 — D.O.A., The 3rd And Final Report
- 1978 — Special Treatment
- 1979 — 20 Jazz Funk Greats
- 1979 — Thee Psychic Sacrifice
- 1980 — Heathen Earth
- 1981 — Once Upon a Time
- 1981 — Mission Of Dead Souls
- 1981 — Journey Through A Body
- 2005 — TG Now!
- 2007 — Part Two: The Endless Not
- 2009 — The Third Mind Movements

Студийные альбомы в составе Psychic TV:
- 1982 — Force The Hand Of Chance
- 1982 — Themes
- 1983 — Dreams Less Sweet
- 1984 — Those Who Do Not
- 1984 — A Pagan Day (Pages From A Notebook)
- 1985 — Themes 2
- 1985 — Descending
- 1985 — Mouth Ov Thee Knight
- 1985 — Were You Ever Bullied At School - Do You Want Revenge?
- 1986 — Hashashins
- 1987 — Themes 3
- 1988 — Thee Yellow Album
- 1988 — Allegory and Self
- 1988 — Jack The Tab Vol.1
- 1988 — Tekno Acid Beat
- 1988 — Psychick Youth Rally
- 1989 — Kondole/Dead Cat
- 1990 — Towards Thee Infinite Beat
- 1990 — At Stockholm
- 1991 — Direction Ov Travel
- 1991 — Psychic TV Presents Ultrahouse-The LA connection
- 1993 — Peak Hour
- 1993 — Cold Dark Matter
- 1994 — Al-Or-Al
- 1994 — A Hollow Cost
- 1994 — Electric Newspaper. Issue 1
- 1995 — Trip Reset
- 1995 — Cathedral Engine
- 1995 — Electric Newspaper. Issue 2
- 1995 — Breathe
- 1995 — Electric Newspaper. Issue 3

Концертные альбомы в составе Psychic TV:
- 1984 — N.Y. Scum Haters
- 1986 — Live In Paris
- 1986 — Live In Tokyo
- 1987 — Live In Glasgow
- 1987 — Live In Heaven
- 1987 — Live In Reykjavik
- 1987 — Live En Suisse
- 1987 — Live In Gottingen
- 1987 — Live In Toronto
- 1987 — Temporary Temple
- 1988 — Psychedelic Violence (Album 10)
- 1988 — Live At Thee Mardi Gras
- 1988 — Live At Thee Circus
- 1989 — Live At Thee Ritz
- 1989 — Live At Thee Pyramid
- 1989 — Live In Bregenz
- 1989 — A Real Swedish Live Show
- 1990 — Live At The Berlin Wall-Part One
- 1990 — Live At The Berlin Wall-Part Two
- 1990 — City Ov New York/City Ov Tokyo
- 1991 — City Ov Paris
- 1991 — Cities Ov London/Glasgow
- 2006 — Live In Russia

Здесь указаны не все альбомы, так как некоторые были изданы очень маленьким тиражом и их появление было трудно отследить.